# Chenu (Frankrijk)
Chenu is een gemeente in het Franse departement Sarthe (regio Pays de la Loire) en telt 453 inwoners (2004). De plaats maakt deel uit van het arrondissement La Flèche.

## Geografie
De oppervlakte van Chenu bedraagt 31,5 km², de bevolkingsdichtheid is 14,4 inwoners per km².
De onderstaande kaart toont de ligging van Chenu (Frankrijk) met de belangrijkste infrastructuur en aangrenzende gemeenten.

## Demografie
Onderstaande figuur toont het verloop van het inwonertal (bron: INSEE-tellingen).